# Don't Upset the Rhythm (Go Baby Go)

Don't Upset The Rhythm (Go Baby Go) est le 2e single, extrait du second album du groupe britannique The Noisettes.

## Charts
| Chart (2009)                     | Meilleure position |
| -------------------------------- | ------------------ |
| Dutch Singles Chart              | 75                 |
| European Hot 100 Singles         | 4                  |
| Irish Singles Chart              | 8                  |
| Swiss Singles Chart (Suisse)     | 79                 |
| UK Singles Chart                 | 2                  |
| US Billboard Hot Dance Club Play | 9                  |